# باران زرد

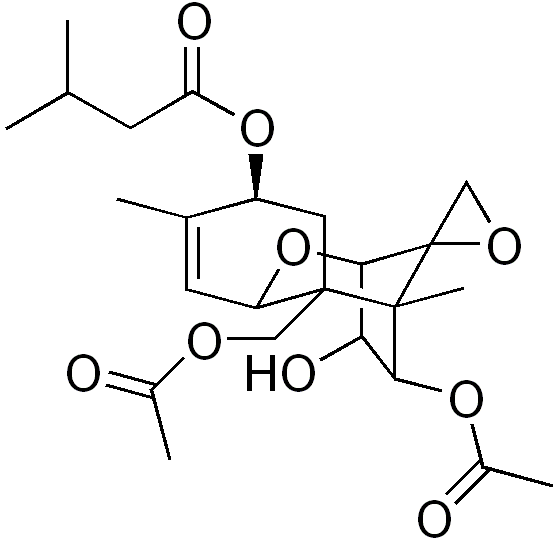
باران زرد

باران زرد در سال ۱۹۸۷ و در قسمتهایی از آسیای جنوب شرقی اتفاق افتاد. پناهجویان شکل آن را به صورت مایع چسبنده و زردی توصیف می‌کردند که از هواپیماها و هلیکوپترها به پائین ریخته می‌شد.
این اتفاق بلافاصله تبدیل به یک موضوع سیاسی در سطح بین‌المللی شد و وزیر خارجه ایالات متحده الکساندر هیگ کشور اتحاد جماهیر شوروی را متهم به تحویل مایکو توکسین تی دو به دولت‌های کمونیست ویتنام و لائوس کرد که بتوانند از آن به عنوان یک جنگ‌افزار شیمیائی استفاده کنند. ایالات متحده آمریکا اعلام کرد که حدود ده هزار نفر در این حملات کشته شده‌اند. اتحاد جماهیر شوروی این موضوع را تکذیب کرد و در نهایت تحقیقات سازمان ملل نیز منجر به نتیجه مشخصی نگردید.